# 建設新村
建設新村，是廣東廣州市的一個屋邨，位於原番禺縣黃華鄉（後屬東山區），現屬越秀區建設街道管轄。該屋邨是中華人民共和國成立後，第一個由政府撥款建設的工人住宅區。

## 歷史
陳濟棠主政時期廣州工業經濟急速發展，城市產業工人劇增。時陳濟棠就開始著手解決勞工居住問題，其與時廣州市市長劉紀文，於1934年7月23日召集市土地、財政、社會、工務、公安各局等機構官員，討論大規模建設平民住宅事宜，會後責成廣州市工務局負責具體組織實施。工務局經組織協調在廣州市“東南西北中”選中多處地點，作為計劃興建勞工住宅的用地，而城北在飛來廟、造幣廠（即黃華鄉處）附近（華蓋崗一帶）當時就已選中為其中一處住屋興建點，但國民政府時代只做過路網規劃，一直未曾施行到工程。
到中共建政後的1951年，時廣州市市長朱光指示成立廣州市工人福利事業建設委員會，與廣州市工人住宅建設委員會（工建會），以主持工人宿舍的規劃籌建、興建等事宜。由廣州市建設局具體負責，而在市城市規劃局任職的林克明擔當住屋建造的主要技術制訂者，借鑒在陳濟棠主政時設計、建設平民宮的經驗。林還和鄧懇專門到天津考察過當地工人新村的建設，根據廣州的實際情況，訂出每戶25平方的標準，同時借鑒天津的經驗，決定也以平房為主興建工人住宅新村。
之後沿用民國時市工務局選址規劃，徵用黃華鄉造幣廠的（今黃華路）東邊13.3萬平方米的地塊，當時是孖魚崗一帶荒丘與菜地。1953年，60多棟宿舍建成，市政府安排了4700多名建築工人骨幹、先進生產工作者與援外專家在此居住。20世紀80年代，為支援花園酒店、白雲賓館、好世界廣場的建造，新村開始建設9層高的樓房。2006年，廣州市政府投資兩千萬改造建設新村，拆除違建建築，建設綠化帶和小廣場。

## 住區環境與設施
1950年代建設新村落成，被分為東西兩邊，分邊叫東排和西排。 而所建宿舍排屋，都是搭'蘇聯瓦'的平房，當時屋邨四周還是魚塘、田地，邨屋間都是由小橋連通。住區之後還陸續興建了肉菜市場、糧油店、運動場、幼稚園、醫療站、公共廁所、小學校等設施，以服務居民。1980年代後建設新村逐步加建成9層摟房，周邊配套設施也逐步改變。

### 河涌
屋邨原有孖漁崗涌，由淘金坑自東流入，經建設六馬路由東向西南橫穿，于洪勝街匯入東濠涌。1970年代後，河涌由明渠逐步改為渠箱式排水渠。